# Eureka (Poe)
Pour les articles homonymes, voir Eurêka (homonymie).
Eureka (Eureka: A Prose Poem) est un poème en prose sous forme d'essai écrit par Edgar Allan Poe en 1848.

## Présentation
Dernière œuvre d'importance publiée du vivant de Poe, Eureka, sous-titré « poème en prose, essai sur l’univers matériel et spirituel », est écrit en 1848.  
L'édition originale est dédiée à Alexander von Humboldt. En français, le texte est traduit par Charles Baudelaire et publié d'octobre 1859 à janvier 1860 dans la Revue internationale (Genève). 
Considérée par Paul Valéry comme une véritable épopée du savoir, Eureka ambitionne d’expliquer « l’univers physique, métaphysique et mathématique, matériel et spirituel », et constitue une cosmogonie présentée de façon poétique sous la forme d'un essai.    

## Postérité
Poe exprime dans son texte l'hypothèse d'une unité parfaite de l'univers et expose plusieurs idées visionnaires. L'astrophysicien Jean-Pierre Luminet relève ainsi : 

« [...] on trouve dans Eurêka plusieurs intuitions fulgurantes qui semblent anticiper plusieurs découvertes de la physique du XXe siècle : l’âge fini des étoiles comme explication du noir de la nuit [...], les trous noirs et les trous de ver, la théorie du chaos, la matière sombre, l’existence des nébuleuses extragalactiques et leurs regroupements en amas de galaxies, l’expansion de l’espace, l’atome primitif, le Big Crunch et les univers-phénix. »

De façon intuitive, Poe livre par exemple dans l’œuvre une réponse au paradoxe d'Olbers, : « La seule manière de rendre compte des vides que trouvent nos télescopes dans d'innombrables directions est de supposer cet arrière-plan invisible placé à une distance si prodigieuse qu'aucun rayon n'ait jamais pu parvenir jusqu'à nous. »